# Sermersooq
Sermersooq (tiếng Greenland: Kommuneqarfik Sermersooq) là một khu tự quản mới được thành lập tại Greenland từ ngày 1 tháng 1 năm 2009. Trên địa bàn khu tự quản có Nuuk (trước đây gọi là Godthåb), thủ đô của Greenland, và là khu tự quản đông dân nhất nước với 21.232 người vào tháng 1 năm 2010. Khu tự quản mới gồm có các khu tự quản cũ tại miền đông và tây nam của Greenland, tên của mỗi khu tự quản cũ được đặt theo khu định cư lớn nhất:
- Ammassalik
- Ittoqqortoormiit
- Ivittuut
- Nuuk
- Paamiut

## Điểm định cư
- Arsuk
- Isortoq
- Ittoqqortoormiit (Scoresbysund)
- Kangilinnguit (Grønnedal)
- Kapisillit
- Kulusuk (Kap Dan)
- Kuummiit
- Nuuk (Godthåb)
- Paamiut (Frederikshåb)
- Qeqertarsuatsiaat
- Sermiligaaq
- Tasiilaq (Ammassalik)
- Tiniteqilaaq

## Địa lý
Khu tự quản nằm tại trung-nam và phía đông Greenland, với diện tích 531.900 km2 (205.367,7 dặm vuông Anh). Đây là khu tự quản (municipality) lớn thứ hai thế giới về diện tích, sau Qaasuitsup. Ở phía nam, khu giáp với Kujalleq, với đường ranh giới chạy dọc theo vịnh hẹp Alanngorsuaq. Vùng biển xung quanh bờ biển phía tây khu tự quản thộc biển Labrador, ở phía bắc thu hẹp lại để tạo thành eo biển Davis tách biệt Greenland với đảo Baffin.
Ở phía tây bắc, khu tự quản tiếp giáp với Qeqqata, và xa hơn nữa về phía bắc là Qaasuitsup. Biên giới với khu tự quản sau cùng chạy theo chiều bắc-nam dọc theo kinh tuyến 45° Tây và nằm ở trung tâm của phiến băng Greenland (tiếng Greenland: Sermersuaq). Phía bắc của khu tự quản giáp với Cộng viên quốc gia Đông Bắc Greenland. Ở phía đông, gần điểm định cư Ittoqqortoormiit, bờ biển của khu nằm trên vịnh hẹp Kangertittivaq, và đổ ra biển Greenland lạnh lẽo. Phần bờ biển đông nam giáp với vùng nước của eo biển Đan Mạch, vốn chia tách Greenland và Iceland.

## Giao thông
Sermersooq là một trong hai khu tự quản đứng trên cả bờ biển phía đông và phía tây của hòn đảo, nhưng là khu tự quản duy nhất có các điểm định cư trên cả hai bờ biển được kết nối bằng cách chuyến bay giữa sân bay Nuuk và sân bay Kulusuk do Air Greenland khai thác quanh năm.

## Ngôn ngữ
Kalaallisut, phương ngữ Tây West Greenland được sử dụng tại các thị trấn và điểm định cư ở bờ biển phía tây. Tiếng Đan Mạch cũng được sử dụng tại các đô thị lớn. Tunumiit oraasiat, phương ngữ Đông East Greenland được sử dụng tại vùng bờ biển phía đông.